# Wimper-Sandkraut

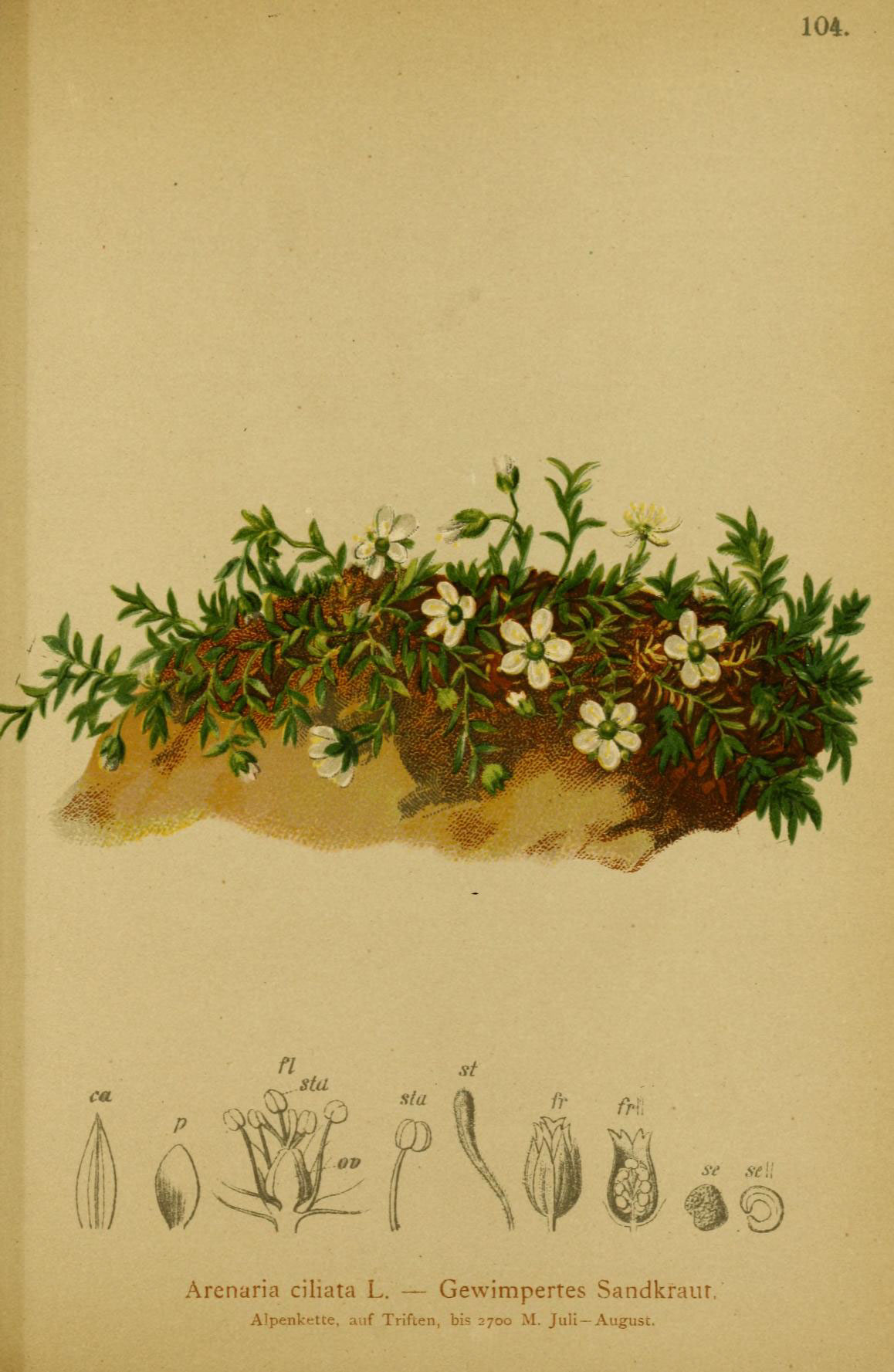
Illustration; Atlas der Alpenflora (1882)

Das Wimper-Sandkraut (Arenaria ciliata) ist eine Pflanzenart aus der Gattung Sandkräuter (Arenaria) innerhalb der Familie Nelkengewächse (Caryophyllaceae). Es ist eine kalkstete Pflanze die hauptsächlich im offenen Grasland und auf Felsen in Bergregionen vorkommt.

## Beschreibung
Das krautige und ausdauernde Wimper-Sandkraut wächst 3 bis etwa 10 Zentimeter hoch. Die Stängel sind drüsig behaart. Sie sind niederliegend und kriechend und nur am Ende wie die zahlreichen Seitenzweige aufsteigend. Die sitzenden, verkehrt-eiförmigen bis elliptischen, fast kahlen und bewimperten, spitzen bis stumpfen und ganzrandigen Laubblätter sind gegenständig. Die Blüten erscheinen endständig einzeln oder zu wenigen. Die zwittrigen und gestielten, weißen Blüten mit doppelter Blütenhülle sind fünfzählig. Es sind zehn Staubblätter vorhanden. Der oberständige Fruchtknoten trägt drei Griffel. Es werden kleine und mehrsamige Kapselfrüchte im beständigen Kelch gebildet.

## Verbreitung
Arenaria ciliata kommt nur in Europa und hier von Spanien bis Norwegen, Spitzbergen und bis Rumänien vor. Die Art kommt in Großbritannien nicht vor. Im Jahr 1806 wurde in Irland ein Bestand auf Ben Bulben im County Sligo entdeckt. Dieser ist nach wie vor der einzig bekannte irische Bestand.

## Taxonomie und Systematik
Das Wimper-Sandkraut wurde 1753 von Carl von Linné in Species Plantarum Band 1 Seite 425 als Arenaria ciliata erstbeschrieben.
Man kann folgende Unterarten unterscheiden:
- Berner Wimper-Sandkraut (Arenaria ciliata subsp. bernensis Favarger): Sie kommt in Mitteleuropa nur in der Schweiz vor.[4]
- Arenaria ciliata subsp. gothica (Fr.) Hartm. (Syn.: Arenaria gothica Fr.): Sie gedeiht an Seeufern nur in Schweden und in der Schweiz (Lac de Joux) vor.[1]
- Arenaria ciliata subsp. ciliata: Sie kommt in Irland, Frankreich, Deutschland, Schweiz, Italien, Österreich, Polen, im früheren Jugoslawien und in Rumänien vor.[5]
- Arenaria ciliata subsp. multicaulis (L.) Ces. (Syn.: Arenaria multicaulis L., Arenaria ciliata subsp. moehringioides (Murr) Murr): Sie kommt in Spanien, Frankreich, Deutschland, Schweiz, Österreich und in Italien vor.[5]